# Société japonaise
La société japonaise est l'ensemble des personnes et des groupes sociaux vivant au Japon. Il est parfois difficile de distinguer la réalité de la sociologie du Japon des nombreux stéréotypes sur la culture japonaise véhiculés en Occident.

## Influences
Au Japon, les relations humaines sont le fruit de l'héritage cumulé des croyances shintoïste et bouddhiste, de sept siècles d'un régime militaire (shogunat) très strict et du système éducatif mis en place après la restauration Meiji de 1868. Après 1868 et surtout après la Seconde Guerre mondiale, le Japon a aussi subi de nombreuses influences occidentales.

## Organisation sociale

### Uchi/Soto
Traditionnellement, qu'on soit chez soi (uchi), à l'école ou avec son entourage, ou avec des personnes extérieures (soto), le niveau d'interaction entre les individus est lié à leur niveau de proximité hiérarchique (minimal, moyen ou maximal). Ce système de groupe et de famille très hiérarchisé fonctionne sur le modèle uchi-soto. La notion de giri est également à prendre en compte.

### Associations et manifestations
Association volontaire d'habitants d'un même quartier ou d'un même village, le chōnaikai constitue un acteur essentiel, voire incontournable, de la vie quotidienne dans la société japonaise.
Depuis les années 1990, il y a peu de manifestations et de grèves au Japon : 38 grèves en 2010, avec 2 480 participants, contre 5 200 en 1974, suivies par 3,6 millions de personnes. En 2013, on ne comptait que 18 % de salariés syndiqués (notamment au Rengō), contre 50 % en 1946.
Cependant, le passage de la loi sur les secrets d'État en 2013, puis de celle sur les Forces japonaises d'autodéfense en 2015 ont été l'occasion de manifestations de plusieurs dizaines de milliers de personnes devant la Diète, menées par le mouvement étudiant SEALDs. Les Flower Demo à partir de 2019 ont mis en avant les revendications féministes et la lutte contre les violences sexuelles et sexistes. Des luttes écologiques locales, comme l'opposition à la construction de la ligne Shinkansen Chūō dans la préfecture de Shizuoka, ont également lieu.

### La famille japonaise
Le culte des ancêtres lié au bouddhisme, le respect du père inspiré de la morale confucianiste et la dépendance affective (amae) sont les bases du modèle familial. Le système patriarcal (remplacé légalement en 1945 par une famille égalitaire) reste encore souvent appliqué dans la pratique. Dans ce modèle, les relations parents-enfants priment sur les relations conjugales puisque c'est l'enfant qui perpétue l'honneur du ie. Ainsi, au début du XXIe siècle, plus de 10 % des jeunes couples occupent encore une chambre de la maison des parents au lieu de s'installer dans leur propre foyer. L'individu perd ainsi de son importance au profit du clan familial et la société tend vers une sorte de collectivisme.
En 2009, 15,5 % des couples de quinquagénaires seraient issus de « mariages arrangés » (お見合い, o-miai), contre seulement 1,35 chez les trentenaires, qui rencontrent plus souvent leur futur conjoint dans leur entreprise (24 à 29 % selon les sexes et âges), par des amis et relations (15 à 25 %), à l'école/université (11 à 15 %) ou sur Internet (7,2 %). Dans les années 1980, on a vu apparaitre le phénomène dit du célibataire parasite, terme employé pour la première fois par Masahiro Yamada en 1997 : phénomène où les jeunes gens restent jusqu'à un âge avancé chez leurs parents, principalement pour des questions matérielles.
Le recensement de 2020 fait apparaitre que le nombre de personnes par foyer est en moyenne de 2,21 personnes, le plus bas jamais enregistré.
Traditionnellement, ce sont les femmes qui gèrent les revenus du foyer. Ainsi en 2012, les pères de famille ont reçu en moyenne 38 457 yens (près de 300 euros) de leur compagne pour effectuer leurs achats personnels, en baisse de 3,2 % en un an, et deux fois moins que le record de 1990.

## Système éducatif
Si la société japonaise est aujourd'hui une des plus sûres du monde, elle le doit d'une part à son système familial et d'autre part à son système éducatif. Malgré un système d'écriture très complexe, le Japon a le plus haut taux d'alphabétisation du monde.
La morale individuelle et collective est importante au Japon. Elle est enseignée dans les écoles une heure par semaine, puis dans la formation imposée par toute société ou administration ; elle fonde la vie de la famille comme celle de la société moderne.
Cependant, la pression qui pèse dans le système éducatif entraîne un taux de suicide élevé parmi les adolescents[réf. nécessaire], notamment ceux pris comme boucs émissaires par certains de leurs camarades (ijime). En 2009, 60 913 actes de violence et 72 778 cas de harcèlement ont été recensés par le Ministère japonais de l'éducation. Le gouvernement lutte activement contre ce phénomène, ce qui a permis d'abaisser le taux de suicide parmi les adolescents[réf. nécessaire].

## Sécurité

### Criminalité
En 1992, 49,4 % des Japonais interrogés classaient la sécurité en tête des « motifs de fierté nationale »[réf. nécessaire] : en 1991, 96 % des affaires de meurtre ont été élucidées[réf. nécessaire]. Il y avait 30 % de vols de moins qu’en France et près de deux fois moins de policiers : 1 pour 556 personnes au Japon, contre 1 pour 268 en France. En 1993, pour 100 000 habitants, il y eut 1,1 meurtre, 1,3 vol à main armée et 1,3 viol, alors qu’aux États-Unis, les chiffres étaient respectivement de 8,7, 233 et 38,1.
En 2002, le nombre annuel de délits criminels atteint un point culminant de 2,85 millions. En 2012, l'Agence nationale de la police a enregistré 1,4 million de délits (- 6,7 % en un an), 440 000 crimes violents (+ 8,9 %) et 1 030 meurtres ou tentatives de meurtres, le plus bas enregistré depuis 1945. Le nombre de délits continue de diminuer les années suivantes, et en 2017, seuls 915 042 délits sont recensés.
En 2009, la police a dénombré 28 158 cas de violence domestique, soit une augmentation annuelle de 11,7 %. La moitié de ces cas concerne des harcèlements.

### Catastrophes naturelles
La sécurité concerne également la préparation aux catastrophes naturelles et aux accidents ; ainsi les chōnaikai (町内会), associations volontaires d'habitants, jouent un rôle important dans la prévention de ces risques (aussi bien les catastrophes naturelles que la lutte contre le crime et la délinquance). Dans ces domaines, les mesures prises sont très nombreuses. En dehors des normes antisismiques de constructions des immeubles, on peut par exemple mentionner l'existence de trappes munies d'escaliers rétractables pour sortir d'un immeuble par le balcon pour le cas où l'escalier serait détruit ou inaccessible, des vitres souvent grillagées pour éviter leur explosion, ou encore un éclairage permanent des cages d'escaliers, au cas où il faudrait évacuer. Ces mesures, et bien d'autres, permettent au Japon de compter très peu de victimes de catastrophes, malgré de nombreux séismes et cyclones.
Les Japonais devraient savoir que, compte tenu de leur position géographique, ils auront à faire face dans leur vie aux conséquences de tremblements de terre importants. Pourtant, en novembre 1991, un sondage gouvernemental révélait que 40 % des Japonais n’avaient pris aucune disposition en prévision d’un grand tremblement de terre et que 22,9 % d’entre eux seulement croyaient à sa possibilité contre 33,7 % en 1987. Quelques années plus tard, le séisme catastrophique de Kōbe a rappelé à tous les Japonais que la menace était sérieuse. La majorité d'entre eux gardent cependant une attitude nonchalante lors d'un séisme, alors que les consignes de sécurité sont de se protéger (lors du séisme du 25 mars 2007, une télévision d'information japonaise a ainsi diffusé les images d'une caméra de surveillance montrant une cliente continuant à payer pendant que des marchandises tombaient des rayons).

## Emploi
Jusqu'au milieu des années 1990, durant le miracle économique japonais, la plupart des salariés se vouaient corps et âme à leur entreprise, parfois jusqu'au karōshi. Si leur entreprise était de grande taille, elle leur garantissait en échange un emploi à vie ; les salariés des entreprises de taille moyenne connaissaient une certaine sécurité de l'emploi, ce qui n'était pas le cas de la majorité des salariés, employés dans de petites entreprises. Après l'éclatement de la bulle japonaise en 1989, la crise de l'économie japonaise a fortement perturbé ce système et a vu émerger le phénomène des freeter et des NEET.
En 2009, les directeurs généraux des entreprises japonaises avaient en moyenne 59 ans, contre 52 en 1980, selon une étude de Teikoku Databank. Ces directeurs sont des hommes dans 94 % des cas.
En 2016, une étude d'Indeed sur la population active de 35 pays présente le Japon comme le pays où les salariés sont les moins satisfaits au travail. Cela serait dû au fait que 22,3 % des salariés japonais travaillent plus de 50 heures par semaine (contre 8,2 % pour les salariés français), et qu'ils ne prennent en moyenne que 9 jours de congés par an. En 2016, un rapport gouvernemental indique que 21,3 % des employés japonais travaillent 49 heures ou plus par semaine en moyenne, contre 16,4 % aux États-Unis, 12,5 % en Grande-Bretagne et 10,4 % en France.
En 2017, un sondage du Japan Productivity Center (日本生産性本部, Nihon seisansei honbu) indique que 48,7 % des personnes nouvellement employées déclarent qu'elles quitteraient le bureau lorsque leur travail serait effectué, même si leurs supérieurs ou leurs collègues travaillaient des heures supplémentaires, un chiffre en hausse de 9,9 % par rapport à l'année précédente. Un chiffre record de 42,6 % des sondés déclare travailler pour mener une vie heureuse, contre seulement 9,2 % pour contribuer à la société, semblant montrer une tendance croissante parmi les nouveaux travailleurs à mettre davantage l'accent sur leur vie privée.

## Habitat
Le nombre de sans domicile fixe a fortement augmenté au Japon depuis les années 1990 et la décennie perdue ayant suivi l'éclatement de la bulle spéculative japonaise.
En 2003, lors de la première étude le Japon avait officiellement 25 296 sans-abris, le nombre est en diminution depuis. En janvier 2009, le Japon n'avait officiellement plus que 15 759 sans-abris. La préfecture d'Osaka a le plus de sans-abris : 4 302, suivi par Tokyo avec 3 428, Kanagawa avec 1 804 et Fukuoka avec 1 237.

## Démographie du Japon

### Évolution de la population
Après avoir atteint 127 millions d'habitants en 2005, la population du Japon s'est stabilisée, et le Japon cherche actuellement à trouver des solutions pour enrayer un effondrement démographique qui s'annonce aussi brutal que celui de la Russie. Pour cela, le gouvernement japonais étudie comment d'autres pays développés parviennent à maintenir un taux de fécondité suffisant ou presque pour maintenir la population. Le niveau requis est de 2,1 enfants par femme, il est exactement de 2,07 en France (en 2006, chiffre de l'INSEE) mais inférieur à 1,3 au Japon. Si rien n'est fait pour y remédier, le Japon n'aura plus que 60 millions d'habitants à la fin du XXIe siècle.

### Statut des femmes
En 2010, selon un sondage de Kyodo News auprès de 110 grandes entreprises japonaises, 5,4 % des chefs de petits départements sont des femmes, contre 2,5 % pour les grands départements et 1,4 % pour les postes de direction ; 27,7 % des candidats à des postes de management seraient des femmes. 72 % des entreprises interrogées ont avancé comme explication le fait que les femmes ne pouvaient pas garder leur poste longtemps, démissionnant pour s'occuper de leurs enfants. En effet, il manquerait au Japon de 400 à 850 000 places en crèche. Dans le même temps, 70 % des emplois au noir seraient occupés par des femmes. En 2014, une enquête du gouvernement sur 3 552 entreprises cotées confirme cette sous-représentation des femmes dans les entreprises japonaises : 10 % des salariés chez Toyota (1 % de cadres), 18 % chez Sony (4 % de cadres), 31 % chez ÆON (10 % de cadres) et 51 % chez Shiseido (26 % de cadres) sont des femmes.
Il est extrêmement difficile pour les femmes japonaises de concilier vie professionnelle et vie familiale. Les femmes qui travaillent continuent d'assumer l'essentiel des tâches ménagères, et elles sont presque obligées de démissionner lorsqu'elles ont un enfant, ce qui n'améliore pas le taux de natalité au Japon. Au sein des couples mariés avec des enfants, ou chacun des époux travaille, la femme dédie en moyenne 4 h 54 min par jour à des activités liées à son foyer, contre 0 h 46 min pour l'homme en 2017. Selon Mizuho Fukushima, ministre d'État aux Affaires sociales et à l'Égalité des sexes du Gouvernement Yukio Hatoyama, « 70 % des jeunes mères quittent leur emploi ». Les Japonais considèrent encore très souvent que le rôle d'une femme est de faire des enfants et de s'en occuper : seuls 43 % des Japonais jugeaient souhaitable qu'une mère travaille en 2007, contre 23 % en 1992. En 2009, un sondage gouvernemental indiquait que 55 % des Japonais (hommes ou femmes) souhaitaient qu'une femme mariée travaille, contre 41 % contre ; le sondage s'inversant de nouveau en 2012 : 45 % pour, 52 % contre. Cette situation semble être admise par une majorité de femmes japonaises, qui cherchent un mari qui gagne bien sa vie, or ceux-là sont rares chez les jeunes, ce qui serait une des raisons de l'augmentation du célibat. Une étude syndicale effectuée en mai 2013 indique que 63 % des femmes qui ont travaillé en étant enceintes disent avoir ressenti une certaine insécurité professionnelle, appelée au Japon mata-hara (マタハラ), diminutif de l'anglais maternity harassment (マタニティ・ハラスメント, mataniti-harasumento). Le 23 octobre 2014, la Cour suprême du Japon estime qu'une femme enceinte ne peut faire l'objet de discrimination par son employeur.
À l'inverse, le congé de paternité créé il y a quelques années n'était pris que par 2,6 % des pères en 2011, contre 1,2 % en 2008,. En 2007, les propos du Ministre de la Santé, du Travail et des Affaires sociales Hakuo Yanagisawa (en), qualifiant les femmes de « machines à faire des enfants » avaient cependant provoqué l'indignation.
Cependant en 2009, à la suite de la crise économique de 2008-2010 ayant particulièrement touché le secteur industriel, essentiellement masculin, parmi les célibataires de moins de 30 ans, les femmes voient leur salaire dépasser celui des hommes. En 2010, l'emploi des femmes atteint un record avec un total de 23,29 millions de femmes actives (plus 0,8 %), avec 50 % des femmes mariées entre 25 et 29 ans et 52 % des femmes mariées entre 30 et 34 ans actives. En 2015, 68 % des mères japonaises ayant un ou des enfants de moins de 18 ans avaient un emploi rémunéré, résultat le plus haut depuis la création de cette enquête par le gouvernement en 2004.
La tradition des geishas, femmes entraînées à divers arts dès l'adolescence pour divertir les hommes, reste vivante à Kyoto.
La pilule du lendemain n'est autorisée à la vente au Japon que depuis février 2011, dans le but de limiter le nombre d'avortements. En 2010, 15 % des femmes japonaises auraient subi dans leur vie au moins un avortement, et 4 % au moins deux ; sur l'année 2008, on comptabilisait près de neuf avortements pour mille femmes. Elle est soumise à une prescription médicale, mais elle est testée en vente libre à titre expérimental dans 145 pharmacies à partir de novembre 2023.
Depuis 2016, une femme japonaise doit attendre cent jours avant de se remarier après un divorce, sauf preuve médicale d'absence de grossesse ou, dans le cas contraire, de preuve que la conception a eu lieu après le divorce. Auparavant, et ce depuis 1898, une femme devait attendre six mois.

### Sexualité et mariage
En 1992, seuls 25 % des jeunes âgés de 18 ans déclarent avoir des relations sexuelles mais dans le même temps des pratiques telles que l’enjo kōsai semblent assez bien acceptées[réf. nécessaire].
En 2010, parmi les 30-34 ans, 47,3 % des hommes étaient célibataires et 34,5 % des femmes. La même année, le taux de cohabitation chez les jeunes hommes et les jeunes femmes — non mariées — était de seulement 1,6 % : absence de mariage veut souvent dire absence de relations de couple. Le mariage mais aussi la formation des couples sont ainsi en recul au Japon, alors que le nombre de célibataires augmentent depuis les années 1980.
En 2010 encore, une enquête du Ministère de la Santé menée sur 1 540 personnes fait ressortir que 41 % des personnes mariées n'auraient pas fait l'amour le mois précédent l'enquête (50 % pour les plus de 40 ans), et que respectivement 36 % des garçons et 59 % des filles de 16 à 19 ans ne sont pas intéressées par le sexe (+ 17 et 12 % en deux ans). Les jeunes célibataires ont également une vie sexuelle peu active et ont rarement un partenaire régulier : 25 % pour les hommes et 35 % pour les femmes en 2010. Nombre de jeunes Japonais seraient convaincus que l’amour doit conduire au mariage et à la fondation d’une famille, ce qui serait une des raisons de cette activité sexuelle réduite : avant d'avoir une relation sexuelle, ils se demandent si le partenaire potentiel est quelqu’un avec qui ils souhaitent se marier. En 2015, une nouvelle enquête du planning familial annonce que 49,3 % des Japonais entre 16 et 49 ans n'ont pas eu de rapport sexuel durant le mois passé (+ 5 % en deux ans), pourcentage qui baisse à 44,6 % pour les couples.
Selon une étude de l'Institut national de recherche sur la population, en 2010, un quart des hommes et femmes japonais trentenaires sont vierges (+3 % pour les hommes par rapport à 1992, mais -15 % pour les femmes). À peine 30 % des Japonais avaient alors perdu leur virginité avant vingt ans.
De fait, peu d'enfants naissent hors mariage au Japon : seulement 2 à 3 % des bébés japonais en 2008, contre plus de 50 % en France et près de 40 % aux États-Unis,. Ce serait une des causes de la baisse des naissances, les Japonais se mariant de plus en plus tard, voire pas du tout. Outre le fait qu'il y ait peu de couples de « célibataires », ce faible taux de naissances hors mariage serait aussi dû à la discrimination dont souffrent ces enfants : ils ne reçoivent ainsi que la moitié de l'héritage attribué à leurs frères et sœurs légitimes.
Dans un couple marié, l'homme et la femme doivent porter le même nom de famille, et c'est en grande majorité la femme (96 % en 2016) qui prend le nom de son mari.
Il est possible de dissoudre légalement les liens de parenté créés par le mariage, après la mort d’un conjoint. Ces « divorces posthumes » sont généralement le fait de femmes ne voulant pas la charge de leurs beaux-parents dépendants. Les statistiques du ministère de la Justice comptaient 2 167 cas en 2013, 2 202 en 2014, 2 783 en 2015, et 4 032 en 2016.

### Statut de l'enfant
Le Japon ne reconnaît pas le droit de visite : chaque année, 166 000 enfants sont coupés d'un de leurs parents, le père dans 80 % des cas.
Le Japon ne signe la Convention de La Haye de 1980 sur les aspects civils de l'enlèvement international d'enfants que le 24 janvier 2014, il était jusque-là l'un des rares pays développés, et le seul pays du G8 à ne pas l'avoir signé (80 signataires en 2009, 89 en 2013),. De plus, en cas de divorce, la garde partagée n'existe pas, et le droit de visite est rarement accordé. En 2009, les États-Unis avaient été saisis au total de 82 cas d'enlèvement impliquant 123 enfants par le parent japonais, la France, le Canada et la Grande-Bretagne de 35 cas chacun. Des cas d'enlèvement par le parent étranger existent également. En juin et novembre 2010, deux pères français ainsi séparés de leur enfant se sont donné la mort. Cependant, le 22 mai 2013, le Parlement japonais approuve l'adhésion à la Convention de La Haye, la ratification par le gouvernement devant intervenir avant mars 2014.

### Vieillissement de la population
En plus de la baisse de sa population (183 000 personnes en moins en 2009), le Japon vieillit. Le nombre de Japonais de plus de soixante-cinq ans a augmenté de 789 000 en 2009, atteignant 22,7 % de la population, alors que le nombre de jeunes de moins de quatorze ans a baissé de 165 000. En 2010, 23,1 % de la population a plus de soixante-cinq ans, contre 13,2 % moins de quinze ans.
Les personnes âgées sont également plus seules : en 2005, il y avait 3,9 millions de Japonais de plus de soixante-cinq ans vivant seuls, contre 2,2 millions en 1995. Pire, elles se retrouvent de plus en plus seules face à la mort : 2 211 personnes âgées sont mortes sans aucun proche à leurs côtés en 2008 à Tokyo, contre 1 364 en 2002. Certaines personnes mortes seules sont ainsi retrouvées longtemps après leur décès, un phénomène appelé kodokushi (孤独死).
De fait, le nombre de voleurs âgés (retraités) augmente également : de 5 000 en 1985, il est passé à 10 000 en 1999 et 20 000 en 2004. En 2010, il était de 27 000, soit un quart des voleurs. On trouve ainsi de plus en plus de personnes âgées en prison : entre 2000 et 2006, le nombre de prisonniers âgés a augmenté de 160 %, et a doublé sur la décennie 2000 pour atteindre en 2010 10 000 personnes, soit 16 % de la population carcérale (contre par exemple 4,6 % aux États-Unis en 2005). Les prisons japonaises s'adaptent en aménageant des espaces de gériatrie avec du personnel spécialement formé.

### Les étrangers au Japon
Le Japon fut fermé aux étrangers pendant deux siècles (sakoku), et ce jusqu'à la restauration Meiji. Aujourd'hui encore, les étrangers, appelés gaijin, sont très peu nombreux au Japon (entre 1,7 et 1,8 % de la population fin 2009). Du fait de la dénatalité, l'appel à la main d'œuvre étrangère est devenu indispensable. Dans ce cadre, le Japon cherche notamment à faire venir les descendants de Japonais émigrés, notamment en Amérique du Sud. Certaines villes industrielles comptent ainsi actuellement des taux d'étrangers comparables à ce que l'on trouve en Europe. Par exemple Okazaki, près des usines Toyota, compte 3 % d'étrangers.
En 2008, 37 000 Japonais se sont mariés à des étrangers, huit fois plus que quarante ans auparavant ; la même année, 19 000 ont divorcé. Il y aurait 10 000 naissances d'enfants binationaux par an au Japon.
En parallèle de l'ouverture aux frontières est né un nationalisme japonais.

## Culture
Après plusieurs vagues successives d'immigration provenant du continent asiatique et des îles voisines du Pacifique, suivi par un apport considérable des cultures chinoise et coréenne, les habitants du Japon connurent une longue période de relatif isolement par rapport au monde extérieur (sakoku) sous le shogunat Tokugawa jusqu’à l'arrivée des « bateaux noirs » et l'ère Meiji. Ceci aura pour résultat une culture très différenciée des autres cultures asiatiques et dont l'écho résonne encore dans le Japon contemporain.
Mêlée de modernisme et de tradition, la culture japonaise contemporaine a su préserver son aspect unique. Aujourd'hui, elle s'exprime dans de nombreux domaines, dont la cuisine, l'art, la mode et les vêtements, les arts martiaux, et bien sûr la langue. Dans la société occidentale, le succès des mangas a joué un rôle notable dans la diffusion de cette culture.

## Ouvrages
- Christian Galan, Jean-Pierre Giraud (dir.), Individu-s et démocratie au Japon, Toulouse, Presses universitaires du Midi, « Tempus Histoire », 2015, 332 p.